# Francesco Pasquale Ricci
Francesco Pasquale Ricci (Como, Itàlia, 17 de maig de 1733 - 7 de novembre de 1817) fou un religiós i compositor italià.
Estudià música a Milà, viatjà per Alemanya, Comtat d'Holanda, Anglaterra i França i, finalment, fou mestre de capella de la catedral de Como.

## Obres
- 11 Simfonies;
6 quartets, per a instruments d'arc;
6 trios;
Sonates per a violí i piano;
1 Dies irae a 4 veus;
un Mètode per a piano (París, 1778)